# Marcello Romano
Marcello Romano (ur. 15 sierpnia 1965 w Conceição do Mato Dentro) – brazylijski duchowny katolicki, biskup Araçuaí w latach 2012–2020.

## Życiorys
24 czerwca 1994 otrzymał święcenia kapłańskie. Inkardynowany do diecezji Guanhães, pracował głównie jako duszpasterz parafialny. W 2011 mianowany administratorem diecezji.
13 lipca 2012 papież Benedykt XVI mianował go biskupem diecezji Araçuaí. Sakry biskupiej udzielił mu 8 września 2012 biskup Caratingi Emanuel Messias de Oliveira.
25 marca 2020 papież przyjął jego rezygnację z pełnionego urzędu.